# 龟鹤齐龄
龟鹤齐龄又称龟鹤齐寿、龟鹤同寿。图案为一龟一鹤，龟在传说中为四灵之一，为长寿之象征。《龟经》载：“龟一千二百岁，可卜天地终结”，《游仙诗》：“借问蜉蝣辈，宁知龟寿年”。传说中的鹤为仙禽，古人认为鹤是鸟中长寿之代表，《雀豹古今注》中载：“鹤千年则变成苍，又两千岁则变黑，所谓玄鹤也"。《淮南子》：“鹤寿千年，以极其游”。因二者皆为长寿之象征，故世人常以“鹤发童颜龟鹤齐龄”颂长寿之人。
龟鹤齐龄的图案常用于中国古代建筑装饰中，明清两代，在皇宫、园林以及高规格的寺庙建筑中，常在殿前摆放铜龟、铜鹤，其造型常为鹤踏于龟上。

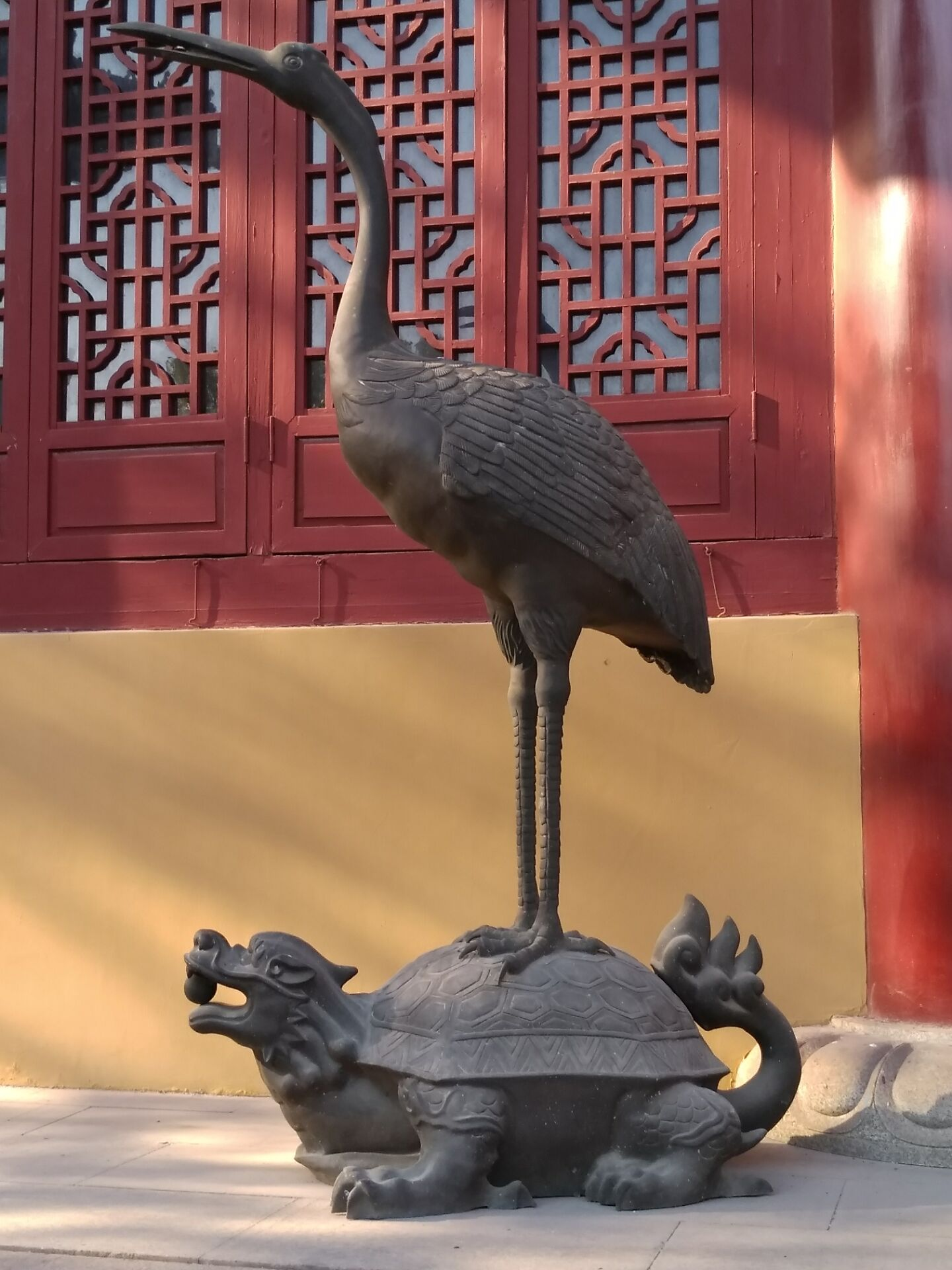
南昌万寿宫内龟鹤齐龄铜塑